# Auguste Hutin
Pour les articles homonymes, voir Hutin.
 Auguste Hutin , né le 6 juillet 1870 à Herbeuval et mort le 29 août 1946 à Haybes est un peintre et vitrailliste français qui a exercé son art à Reims.

## Biographie
Auguste Hutin est né le 6 juillet 1870 à Herbeuval, fils de Pierre Hutin, préposé des douanes, et de Marie Drouin. Il a été l’élève de Pierre-Adhémar Marquant-Vogel. Il se marie avec Marie Zélie Colin avec qui il eut 4 enfants. Son atelier était au 55 rue de Thillois à Reims. Il a été actif de 1895 à 1913.
Il est décédé le 29 août 1946 à Haybes.

## Œuvres
- Église Sainte-Geneviève de la commune de Rubigny : Ensemble de 2 verrières figurées (baies 4 et 6) : scènes de la vie de la Vierge (Dossier IM08003430)[3],
- Église Saint-Médard d'Any-Martin-Rieux : Verrière : Miracle de saint Nicolas (baie 5) (Dossier IM02001615)[4],
- Église de Sissonne : verrières des oculis de l'étage supérieur de l'église (1898)[5].
- Église Saint-Rémi de la commune de Congy : Série de 4 verrières réalisées (baies 8, 10, 12, 14) : scène de la vie de Jeanne d'Arc [6].
- Église Saint-Rémi d'Amiens : Ensemble de deux verrières figurées de la chapelle du Sacré-Cœur (baies 9 et 11) : vie de saint Remi (Dossier IM80000966)[7]